# Trémonzey
Trémonzey ist eine französische Gemeinde mit 235 Einwohnern (Stand 1. Januar 2022) im Département Vosges in der Region Grand Est. Sie gehört zum Arrondissement Épinal und zum Gemeindeverband Épinal.

## Geografie

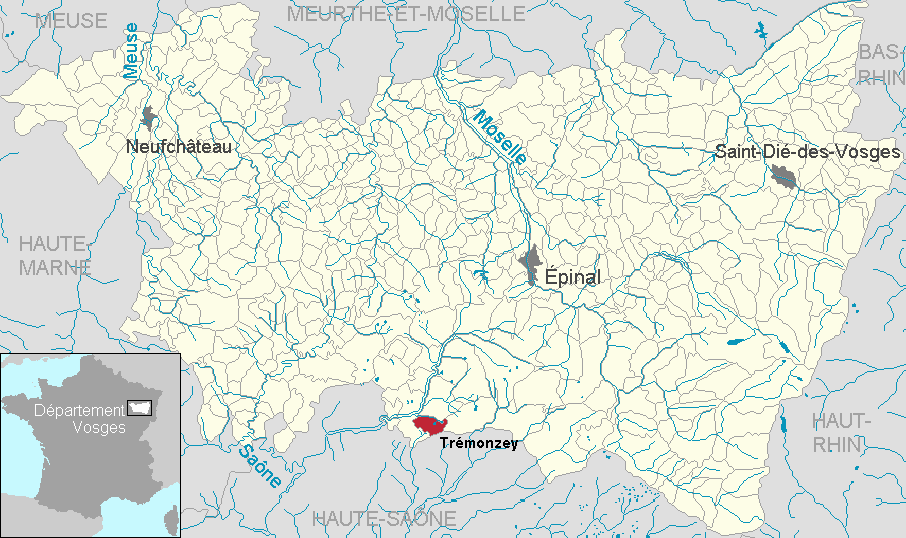
Lage der Gemeinde Trémonzey im Département Vosges

Die Gemeinde Trémonzey liegt im äußersten Süden Lothringens im Einzugsbereich der Rhône. Das 9,16 km² große Gemeindegebiet grenzt im Südosten an die Region Bourgogne-Franche-Comté. Es umfasst einen Teil des Hochplateaus der Vôge, unterbrochen vom Tal des Côney-Nebenflusses Falvinfoing, der aus zwei Quellbächen gespeist wird, die im Südosten der Gemeinde entspringen. In ihrem Lauf wurden drei Teiche aufgestaut: der Étang de Falvingfoing, der Étang des Harnigaises und der Étang de Tremeurs. Letztgenannter ist mit 700 Metern Länge und bis zu 250 Metern Breite der größte unter den Weihern, die angelegt wurden, um die früher existierenden Mühlen zuverlässig anzutreiben, gehört aber bereits zur Nachbargemeinde Bains-les-Bains. Westlich von Trémonzey verläuft der Canal des Vosges. Zu Trémonzey gehören die Ortsteile Le Saunier und Les Trémeurs. Wälder bedecken etwa 60 % des Gemeindegebietes, insbesondere in den höheren Lagen im Osten und Süden. Sie gehören größtenteils zum Forêt Chanot. Die landwirtschaftlichen Nutzflächen bestehen etwa zu gleichen Teilen aus Acker- und Weideland. Nachbargemeinden von Trémonzey sind Bains-les-Bains im Norden, Le Clerjus im Osten, Aillevillers-et-Lyaumont im Südosten sowie Fontenoy-le-Château im Süden und Westen.

## Geschichte
Der Name Trémonzey (1526 Trimansey) bedeutet drei Berge und kommt aus einem alten lothringischen Dialekt. Der Ort lag lange im Gebiet der Terres surséance, das seit Jahrhunderten von der Grafschaft Burgund und dem Herzogtum Lothringen beansprucht wurde. Von 1508 an gab es mehrere Verträge zur Zugehörigkeit des Landstrichs. Erst mit dem Vertrag von Besançon zwischen Louis XIV. und Herzog Leopold von Lothringen, unterzeichnet am 25. August 1704, wurde die Grenze endgültig festgelegt. Trémonzey kam mit einigen weiteren Dörfern nach Lothringen, während Fougerolles französisch wurde.
Die Geschichte des Ortes ist eng mit der Metallverarbeitung im Côneytal verbunden. Zur Drahtproduktion in verschiedenen Schmieden in der Nachbargemeinde Fontenoy-le-Château kam ab 1830 die Nagelherstellung hinzu, auf die man sich in Trémonzey spezialisierte. Zahlreiche Neuerungen und Automatisierungsprozesse führten bereits 1847 zu einer Tagesproduktion von 200 kg Nägeln und Dornen pro Arbeitskraft. 1914 hatte die Drahtzieherei 80 Beschäftigte. Die ehemalige königliche Eisennagel-Manufaktur produzierte 500 Tonnen Nägel. 1872 wurde auch die Moulin aux Bois, eine alte Schmiede, in eine Nagelfabrik umgewandelt. Die Industrie führte zu einem gewissen Wohlstand in der Gemeinde für die Zeit von über einem Jahrhundert. 1980 endete die Tradition mit der Schließung der Moulin aux Bois.

### Bevölkerungsentwicklung
| Jahr      | 1962 | 1968 | 1975 | 1982 | 1990 | 1999 | 2006 | 2016 | 2022 |
| --------- | ---- | ---- | ---- | ---- | ---- | ---- | ---- | ---- | ---- |
| Einwohner | 236  | 285  | 252  | 277  | 259  | 238  | 236  | 248  | 235  |

Die Einwohnerzahl der Gemeinde Trémonzey ist seit den 1960er Jahren auf nahezu konstantem Niveau. Zur Blütezeit der Metallindustrie in den 1860er Jahren hatte die Gemeinde mehr als 900 Einwohner. Im Jahr 1866 wurde mit 913 Bewohnern die bisher höchste Einwohnerzahl ermittelt. Die Zahlen basieren auf den Daten von cassini.ehess und INSEE.

## Sehenswürdigkeiten

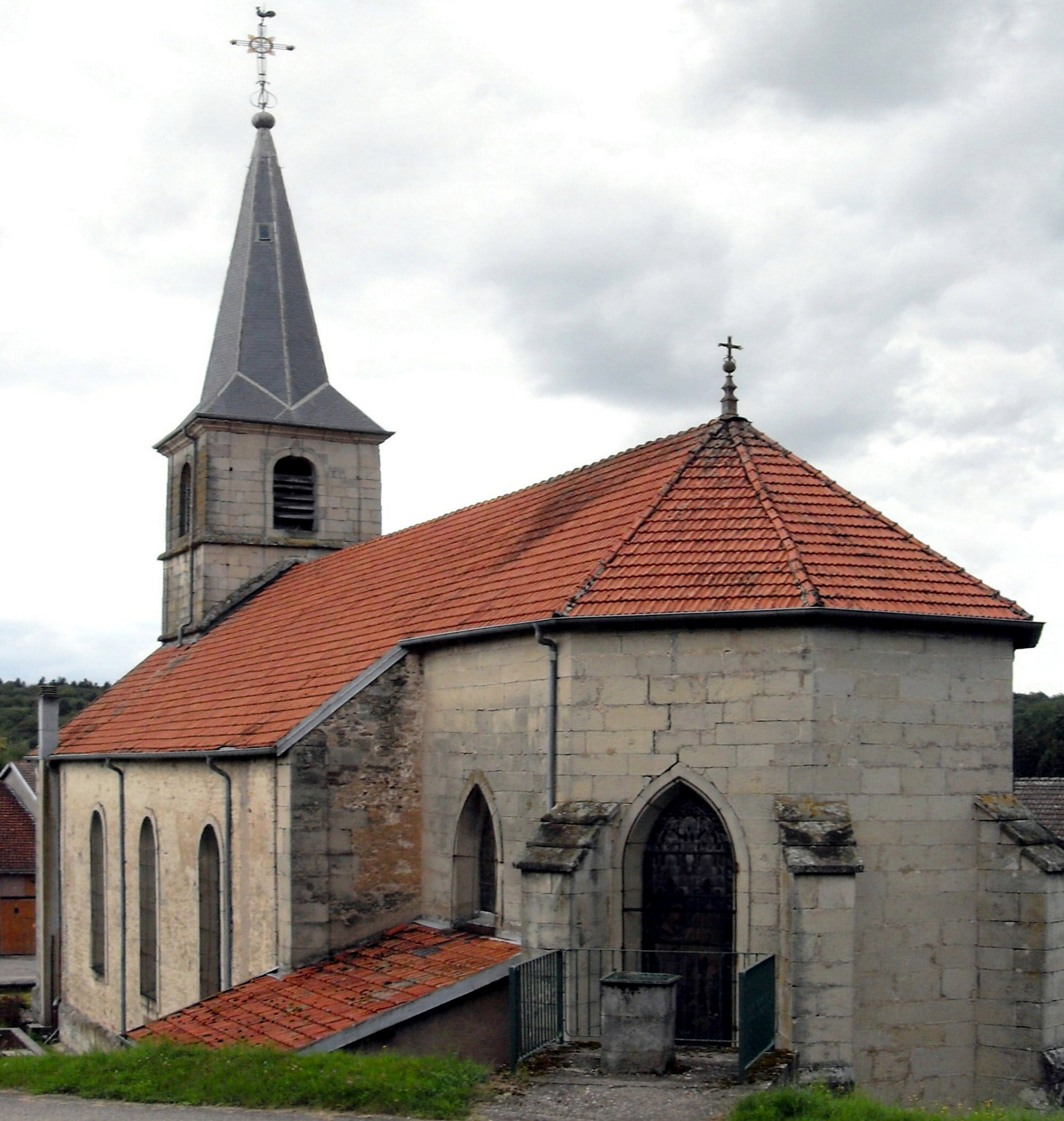
Kirche Saint-Valbert in Trémonzey

- Kirche Saint-Valbert aus dem 18. Jahrhundert

## Wirtschaft und Infrastruktur
In Trémonzey sind fünf Landwirtschaftsbetriebe  ansässig (Obstanbau, Milchwirtschaft, Ziegen- und Schafzucht). Darüber hinaus gibt es kleine Handwerksbetriebe und drei Forstbetriebe. An den Weihern um den Ortsteil Les Trémeurs wird Fischzucht betrieben. Einige Erwerbstätige pendeln in den nahegelegenen Kurort Bains-les-Bains. Dank der ländlichen Ruhe ist die Gemeinde heute ein bevorzugter Wohnort für Pensionäre.
Die Fernstraße D 164 (Saint-Loup-sur-Semouse-Vittel) führt südöstlich an Trémonzey vorbei. Durch den Südosten des Gemeindegebietes führt die Bahnlinie Nancy–Belfort, die vom Unternehmen TER Grand Est betrieben wird. Der Bahnhof von Bains-les-Bains liegt fünf Kilometer von Trémonzey entfernt auf dem Gemeindegebiet von Le Clerjus.

## Belege
1. ↑  Trémontzey auf cassini.ehess.fr
2. ↑  Tranqueville-Graux auf insee.fr
3. ↑  Landwirtschaftsbetriebe auf annuaire-mairie.fr